# Mauricio Silvera
Mauricio Silvera (Montevideo, 30 dicembre 1964) è un ex calciatore uruguaiano, di ruolo centrocampista.

## Carriera

### Club
Ha giocato nella massima serie del campionato uruguaiano con River Plate, Nacional, Peñarol, Fénix e Progreso, con un'esperienza anche nel campionato colombiano all'Atlético Bucaramanga.

### Nazionale
Dal 1983 al 1987 ha giocato 7 partite con la Nazionale uruguaiana, vincendo la Copa América 1987.

## Palmarès
- Coppa America: 1

1987